# Tau Canis Majoris
Tau Canis Majoris (τ CMa, τ Canis Majoris) è un sistema stellare nella costellazione del Cane Maggiore. Dista 4800 anni luce ed è formato da almeno cinque componenti. La stella si trova nei pressi dell'ammasso aperto NGC 2362, di cui pare far parte. È solo la diciassettesima stella più luminosa del Cane Maggiore, ma questo è dovuto solo alla sua lontananza perché in realtà si tratta di uno dei più massicci e luminosi sistemi stellari nel raggio di 5000 anni luce dalla Terra.

## Osservazione
Si tratta di una stella situata nell'emisfero australe celeste; grazie alla sua posizione non fortemente australe, può essere osservata dalla gran parte delle regioni della Terra, sebbene gli osservatori dell'emisfero sud siano più avvantaggiati. Nei pressi dell'Antartide appare circumpolare, mentre resta sempre invisibile solo in prossimità del circolo polare artico. La sua magnitudine pari a +4,37, fa sì che possa essere scorta solo con un cielo sufficientemente libero dagli effetti dell'inquinamento luminoso.
Il periodo migliore per la sua osservazione nel cielo serale ricade nei mesi compresi fra dicembre e maggio; da entrambi gli emisferi il periodo di visibilità rimane indicativamente lo stesso, grazie alla posizione della stella non lontana dall'equatore celeste.

## Caratteristiche fisiche
Tau Canis Majoris è una stella multipla formata da almeno cinque componenti, le più brillanti delle quali sono calde stelle di tipo spettrale O9 e B0. Al telescopio appare come una stella tripla, con due stelle distanziate di appena 0,15 secondi d'arco tra loro di magnitudine 4,9 e 5,3, e una più distante compagna di magnitudine 10 a 8 secondi d'arco di distanza. Un'analisi spettroscopica però rivela che la componente principale è una binaria spettroscopica, e la meno luminosa delle due è a sua volta formata da due stelle in orbita stretta una con l'altra.
Le due componenti più vicine tra loro, denominate Tau Canis Majoris Ab1 e Ab2, sono distanziate di appena 0,1 UA tra loro, e formano una binaria a eclisse di tipo Beta Lyrae. A causa dell'eclisse la magnitudine apparente varia tra 4,32 e 4,37 in un periodo di 1,38 giorni. Questa coppia dista dalla principale, denominata Tau Canis Majoris Aa, poco più di 5 UA, circa la stessa distanza che divide Giove dal Sole, e impiegano 155 giorni ad orbitare attorno al comune centro di massa del sistema. 
La stella singola più luminosa, τ Canis Majoris Aa, ha una massa di circa 50 M⊙ e un raggio 20 volte superiore a quello solare, con una temperatura superficiale che supera i 30000 K. Le componenti della binaria stretta invece, hanno una massa di circa 18 M⊙ ciascuna.
La quarta componente si trova più lontana, a circa 223 UA, e ruota attorno alle altre in poco più di un anno.
La quinta componente, la più esterna, si trova ad almeno 13.000 UA di distanza, e si pensa che non possa rimanere a lungo legata al sistema, considerando la densità stellare presente in un ammasso stellare. Si ritiene che il sistema non sia nato in questa configurazione, ma che l'unione sia avvenuta successivamente alla formazione, avvenuta probabilmente non più di 5 milioni di anni fa.